# 太陽の帝国
『太陽の帝国』（たいようのていこく、英語: Empire of the Sun）は、イギリスの小説家J・G・バラードの体験をつづった半自伝的な長編小説。スティーヴン・スピルバーグによって映画化され、1987年に公開された。日中戦争時の中華民国上海で生活していたイギリス人少年の成長を描く。

## 原作・日本語訳
初刊は1984年。イギリスでブッカー賞候補作、ジェイムズ・テイト・ブラック記念賞を受賞。
- 『太陽の帝国』高橋和久訳、国書刊行会、1987年。ISBN 978-4336024428
- 『太陽の帝国』山田和子訳、東京創元社〈創元SF文庫〉、2019年。ISBN 978-4488629182

## 映画
デヴィッド・リーンが映画化を構想し、映画化権の取得を依頼したのが『アラビアのロレンス』を敬愛するスピルバーグだった。スピルバーグがプロデュースする予定で、リーンは1年間制作に取り組んだ後、結局映画化は果たされず、原作小説のファンで、自ら手掛けたい思いもあったスピルバーグにメガホンが託された。
主演はオーディションで選ばれたクリスチャン・ベール。ジェイミー（ジム）が初めて日本軍に遭遇する直前、パーティの賓客として原作者のバラードの姿もある。日本人俳優も多数参加し、山田隆夫はオーディションでスピルバーグを前にして「キリストのお墓が日本のお寺にあるって聞いて、実際にそのお寺に行ってお坊さんに『本当にお墓はあるの?』って聞いたら、お坊さんが言ったんです。『イエス、イエス』」とギャグを披露して合格したという。
音楽のジョン・ウィリアムズ、撮影監督のアレン・ダヴィオー、脚色のメンノ・メイエス（クレジット無し）などスピルバーグには旧知のスタッフが参加。スタジアムでビクター夫人が亡くなった直後ジムが原子爆弾の光を目撃する一連のシーンを映像化したのは『インディ・ジョーンズ/魔宮の伝説』や『E.T.』にも参加したインダストリアル・ライト&マジックのスタッフで、デニス・ミューレンが指揮しマット画をマイケル・パングラジオが、模型製作をスティーヴ・ゴーリーが手がけた。
本作では、アメリカ映画として第二次世界大戦後初の中華人民共和国でロケが行われた。5,000人余りのエキストラが出演したほか、人民解放軍の兵士が日本陸軍将兵を演じた。
1987年度上映作品に対するアカデミー賞で撮影賞、作曲賞、美術賞、衣装デザイン賞にノミネートされたが、全て逃した。

### ストーリー
日中戦争中の上海。イギリス租界で生まれ育ったイギリス人少年ジェイミー（通称ジム）は、日本の零戦に憧れる少年。だが、1941年12月にマレー作戦を皮切りに日英間で開戦し、日本軍が上海のイギリス租界を制圧した際に、避難民の大混乱のなか両親とはぐれる。独りぼっちになった少年は中国人少年に追い回されるが、不良アメリカ人のベイシーに救われる。
生き抜くために空き巣・泥棒などの悪事を重ねるが、日本軍に捕らえられ収容所、そして蘇州の収容所へ送られる。飢えと病気、戦争の恐怖で死や絶望に囲まれ庇護もなく淡々と成育していくジェイミーだが、しだいに収容所の人々との交流の中に生きる知恵と希望を見出していく。一人の無邪気な少年が戦争のもたらす現実に翻弄されながらも、健気に生き抜こうとする姿をありありと描写する。

### スタッフ
- 原作：J・G・バラード
- 監督：スティーヴン・スピルバーグ
- 脚本：トム・ストッパード
- 製作総指揮：ロバート・シャピロ
- 製作：スティーヴン・スピルバーグ、キャスリーン・ケネディ、フランク・マーシャル
- 撮影：アレン・ダヴィオー
- 音楽：ジョン・ウィリアムズ
- キャスティング協力：奈良橋陽子（クレジットなし）[9]

### キャスト
- ジェイミー：クリスチャン・ベール
- ベイシー：ジョン・マルコヴィッチ
- フランク：ジョー・パントリアーノ
- ローリング医師：ナイジェル・ヘイヴァース
- ビクター夫人：ミランダ・リチャードソン
- チェン：バート・クウォーク
- ナガタ軍曹：伊武雅刀
- 特攻隊員の少年：片岡孝太郎
- 日本兵（上官）：ガッツ石松
- 日本兵（運転手）：山田隆夫

※ベイシーと収容所を脱出するデインティーを演じたベン・スティラーは、本作出演の経験をもとに『トロピック・サンダー/史上最低の作戦』を作っている。

### 音楽
映画冒頭の合唱曲はウェールズ語の子守唄"Suo Gân"。映画『スノーマン』主題歌も歌っているジェームズ・レインバードが吹き替えソリストをつとめた。「我が子よ母に抱かれ眠りなさい」という歌詞は零戦の出撃と撃墜のシーン、そして終戦後主人公が両親と再会する場面でそれぞれ全く異なる意味を伴う選曲となる。
既成曲はこのほか主人公がアメリカ人達の宿舎に行って敬礼を受ける場面では伝承曲『英国の擲弾兵』が、主人公の母が弾くピアノ曲としてショパンのマズルカ作品17-4（マズルカ第13番イ短調）が使われている。
スピルバーグ作品常連のジョン・ウィリアムズは合唱団とボーイソプラノの主人公という設定に合わせ、聖書の詩篇32編などからテキストを採りラテン語で歌われるカンタータ"Exultate Justi（邦題は「歓喜」）"を作曲。一部カットされ私兵ボストン・ポップスのコンサートでも演奏された。
合唱による2曲は上映、ビデオ化で日本語字幕が付かなかったが、2016年8月8日には、NHK-BSプレミアムで初めて訳詞付きで放送（ただし前者のみ）された。

## 評価
レビュー・アグリゲーターのRotten Tomatoesでは57件のレビューで支持率は75%、平均点は6.80/10となった。Metacriticでは22件のレビューを基に加重平均値が62/100となった。

## 受賞
- 英国アカデミー賞 撮影賞
- 英国アカデミー賞 作曲賞
- 全米撮影監督協会映画賞、劇場映画撮影賞

## タイトルを元にしたボードゲーム
GMT Gamesから2005年に、第二次世界大戦の太平洋戦争全体を扱う戦略級シミュレーション・ボードゲームが出版された。現在主流となっているカード・ドリブン・システムによるもの。タイトルだけ借用したようで、ゲーム内容と映画のストーリは全く関係がないどころか、主に太平洋での日米艦隊とそれに続く上陸戦を扱っており、中国戦線は省略されている。
- ホームページ